# Kotlet mielony

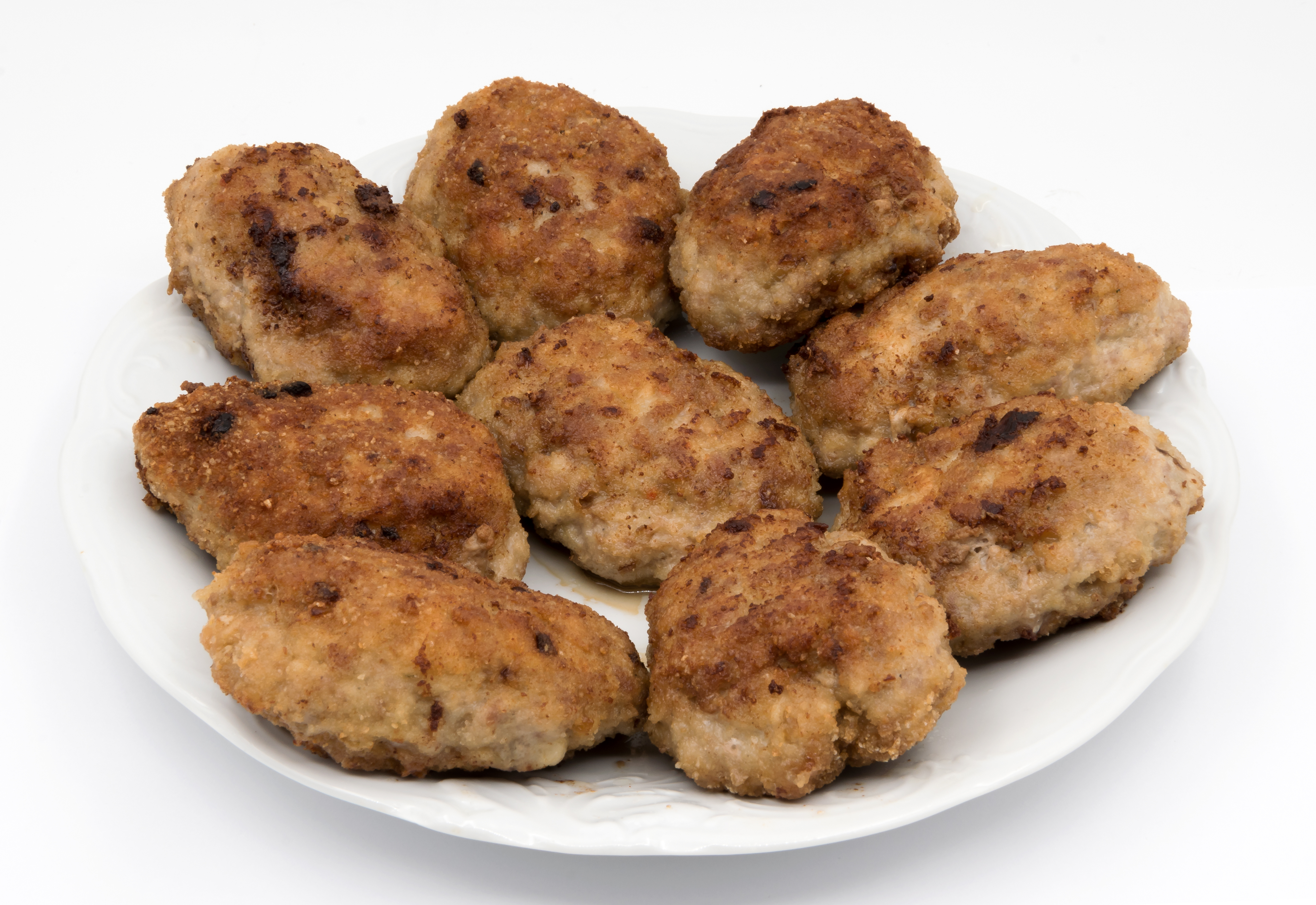
Usmażone kotlety mielone

Kotlet mielony, w południowej Małopolsce zwany sznyclem – potrawa wykonana najczęściej ze zmielonej surowej karkówki wieprzowej z dodatkiem surowego jajka i tartej bułki (bułka może być również świeża – namoczona w wodzie lub mleku i odciśnięta). Masę mięsną doprawia się do smaku solą i pieprzem oraz ewentualnie dodatkiem usmażonej osobno na maśle drobno posiekanej cebuli lub czosnku. Niektórzy dodają do tego kotleta świeżo posiekaną natkę pietruszki lub inne zioła, np. majeranek.
Wszystkie składniki zostają wymieszane ze sobą, przy czym bułki należy dodać tyle, aby otrzymana masa miała odpowiednią lepkość i dało się z niej formować kotleciki o owalnym kształcie. Na koniec kotlety można obtoczyć w tartej bułce, następnie smaży się je na patelni w niezbyt głębokim tłuszczu (oleju lub na smalcu). Potrawę tę zazwyczaj podaje się wraz z ziemniakami (lub kaszą) oraz surówką. Sznycle serwuje się również w przekrojonej bułce wraz z dodatkami (np. ogórek kiszony, cebula) podobnie jak maczanka krakowska czy hamburger.
Kotlety mielone często wykonuje się również z mięsa drobiowego (z kurczaka – zob. kotlet pożarski – lub indyka), wołowego, wieprzowiny lub z dziczyzny. Odmianą prostokątną z grzankami jest sznycel ministerski.
Kotlety mielone są bardzo popularne w Europie Środkowej, głównie w Polsce.
Ilustracje kolejnych etapów przygotowania potrawy:

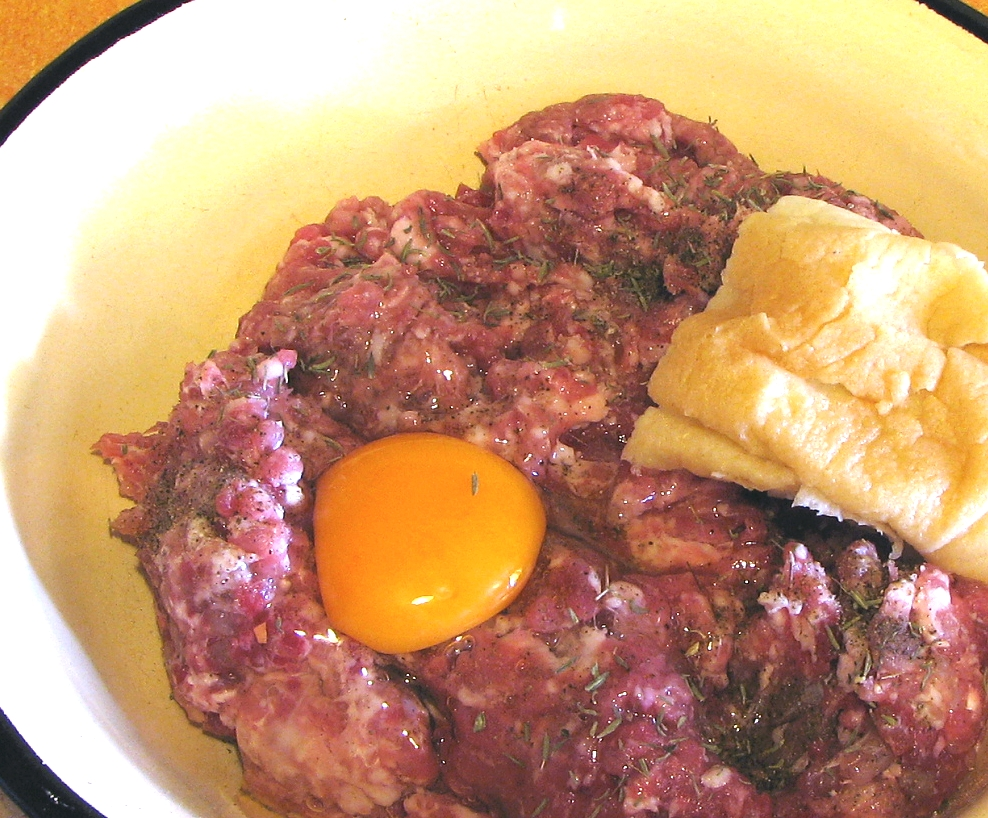
Podstawowe składniki w misce
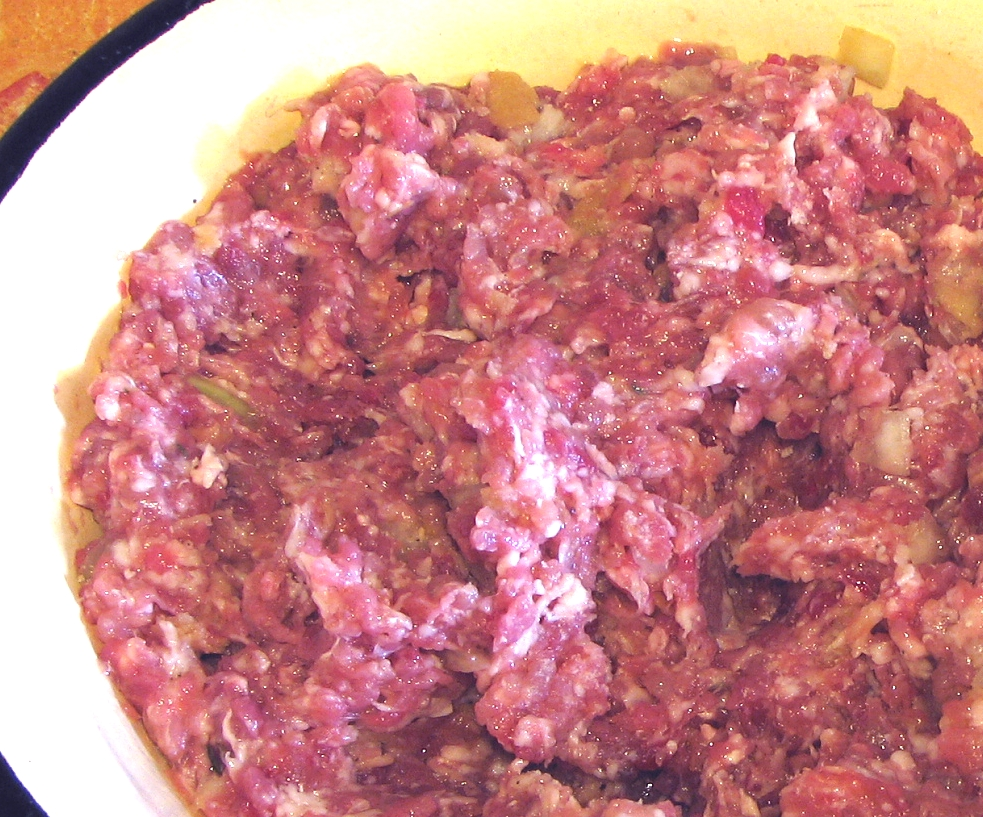
Ręcznie wyrobione zmielone mięso z dodatkami
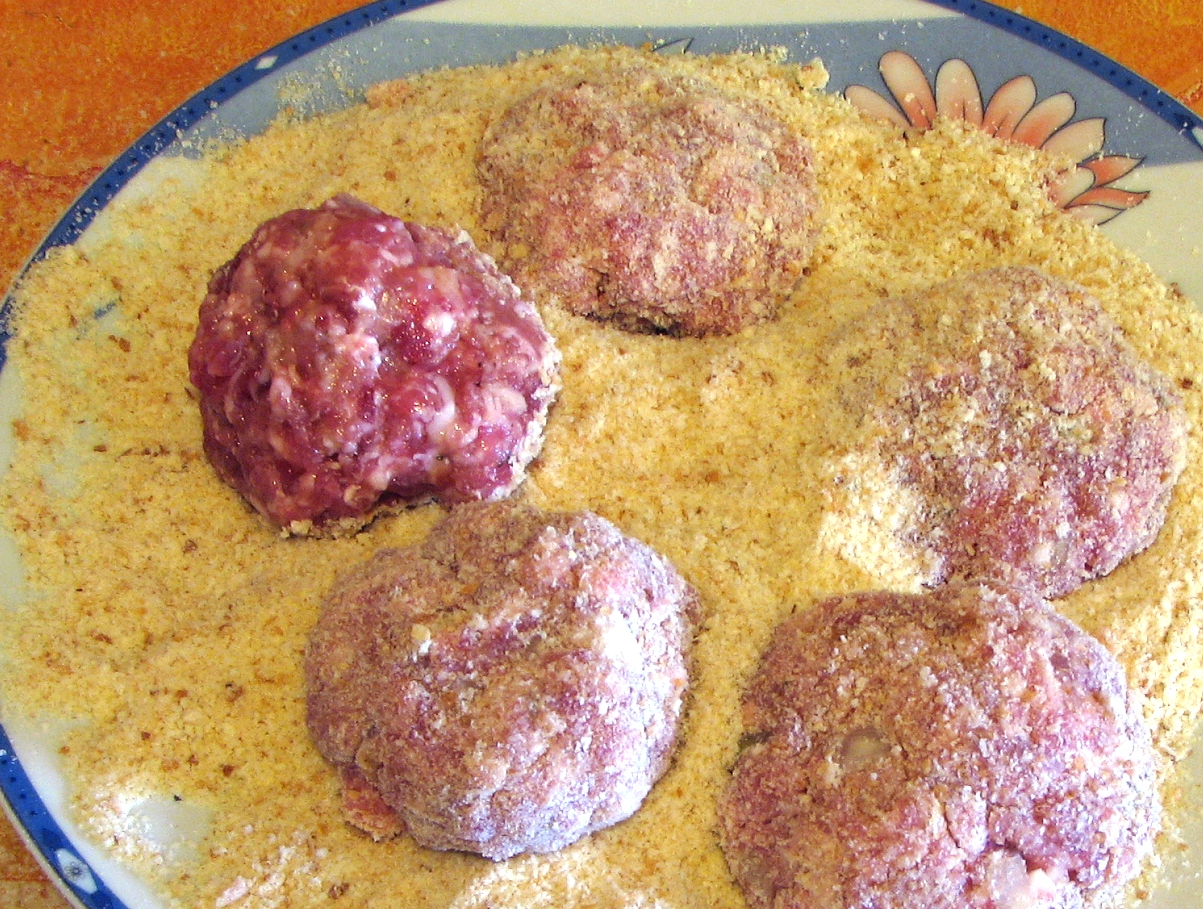
Formowanie kotletów i obtaczanie w bułce tartej
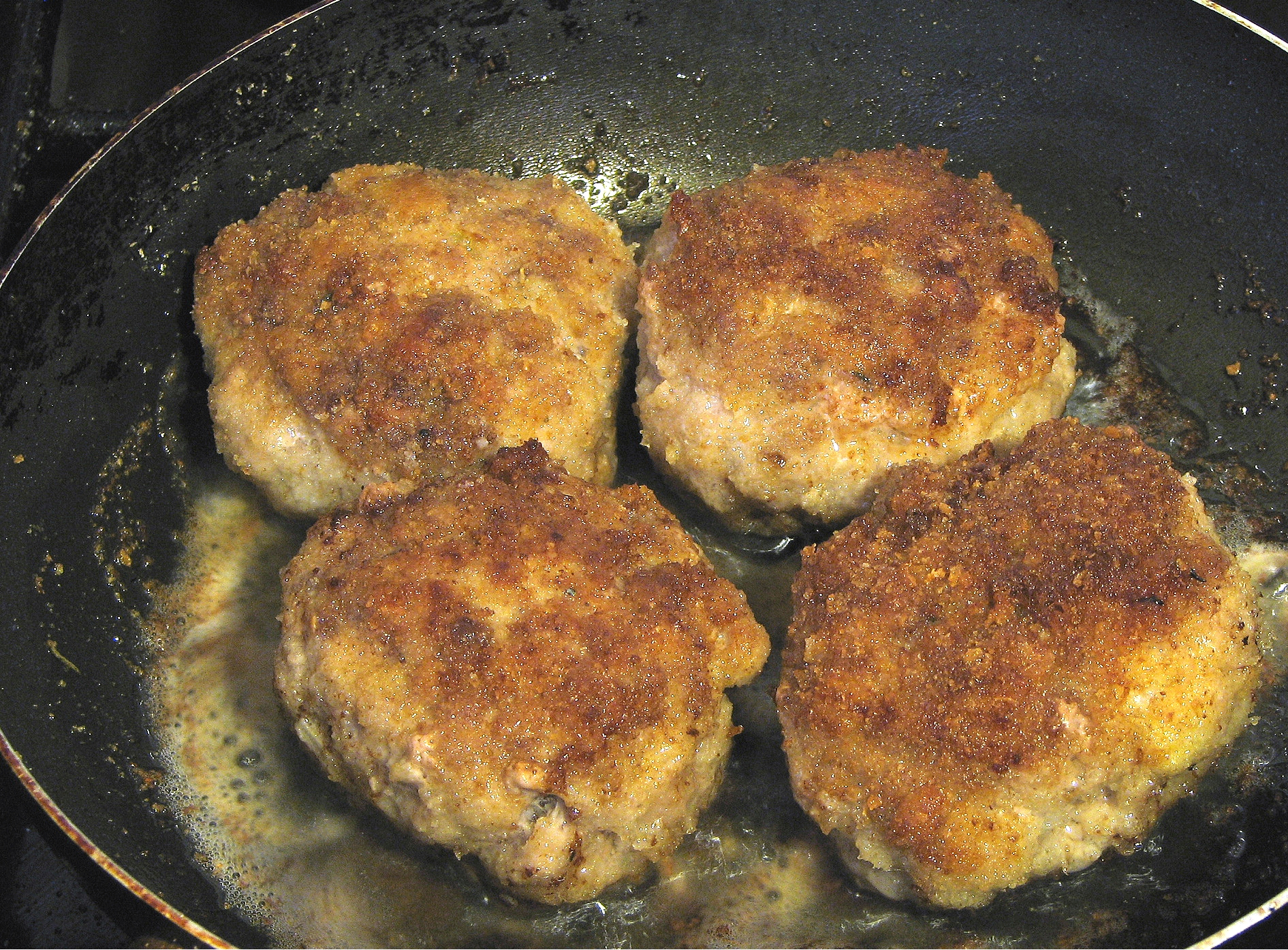
Smażenie w tłuszczu na patelni